# HMS Shannon (1875)
Броненосный крейсер «Шеннон» (англ. Shannon) — боевой корабль британского Королевского флота, первый британский броненосный крейсер. Его дальнейшим развитием стали броненосные крейсера типа «Нельсон».

## Конструкция

### Бронирование
Катанное железо.